# 팻 메스니
팻 메스니(영어: Pat Metheny, 1954년 8월 12일 ~ )는 미국의 재즈 기타리스트이자 작곡가다. 팻 메스니 그룹 외에도 솔로, 듀엣, 트리오 등 다양한 구성으로 활동한다. 줄무늬 셔츠에 청바지, 아디다스 운동화 차림으로 유명하다. 그의 음악 스타일은 프로그레시브와 현대 재즈, 라틴 재즈, 재즈 퓨전 등을 혼합적으로 사용한다. 메스니는 세 장의 골드 앨범과 20개의 그래미 어워드를 수상했으며 유일하게 그래미의 10개 부문에서 상을 수상한 인물이기도 하다. 그의 형제인 마이크 메니는 재즈 플뤼겔호른 주자다.

## 생애

### 어린 시절
팻 메스니는 미국 미주리주의 리스 서밋에서 태어났다. 아버지 데이브는 트럼펫을 불 줄 알았고 어머니 로이스는 노래를 했으며 외조부 델마는 전문 트럼펫 연주자였다. 메스니의 첫 번째 악기는 트럼펫이었는데, 친형 마이크에게서 부는 법을 배웠다. 형과 아버지, 외할아버지는 집에서 트리오로 연주를 하곤 했다. 그의 부모는 글렌 밀러와 스윙 음악 팬이었다. 부모님은 메스니를 클락 테리와 닥 세베린센의 공연에 데리고 가기도 했지만, 사실 그들은 기타라는 악기를 별로 탐탁치 않게 여겼다. 메스니는 1964년 즈음 비틀즈의 공연을 TV에서 본 다음부터 기타에 대한 관심이 커졌고 12세 되던 생일 부모는 기타를 사는 것을 허락해 주었다. 그때 구입한 기타가 깁슨 ES-140(3/4)였다.
메스니의 삶은 마일스 데이비스의 《Four & More》 앨범을 접하고 나서 전환점을 맞게 된다. 이후 그는 웨스 몽고메리의 1965년 앨범 《Smokin' at the Half Note》에 빠져들었다. 메스니는 그의 음악에 있어 가장 큰 영향을 끼친 음악으로 비틀즈, 마일스 데이비스, 웨스 몽고메리를 꼽는다.
15세가 되던 때 다운 비트 매거진의 장학금을 받고 1주간 운영되는 재즈 캠프에 참여하게 되었고 그곳에서 기타리스트 아틸라 졸러에게 기타를 배우게 된다. 이후 졸러는 메스니를 뉴욕시로 초청하여 기타리스트 짐 홀과 베이시스트 론 카터를 볼 수 있게 해주었다.
캔자스시티의 클럽에서 연주하며 메스니는 마이애미 대학의 학장이었던 빌 리로부터 장학금을 제안받는다. 대학에서 1주일이 채 되기도 전에 메스니는 십대 시절 온종일 기타만 연주했기에 학업에 대한 준비가 안되어 있다는 것을 깨닫게 된다. 그는 리 학장에게 이러한 자신의 사정을 토로했고 그 결과 그는 대신 학교에 새로 신설된 일렉트릭 기타 과정에서 가르치는 자리를 맡게 된다.
이후 보스턴으로 이주하여 버클리 음악 대학에서 재즈 비브라폰 주자인 게리 버튼과 함께 가르치게 되었고 음악 영재라는 소리를 듣게 되기 시작했다.

### 데뷔 앨범

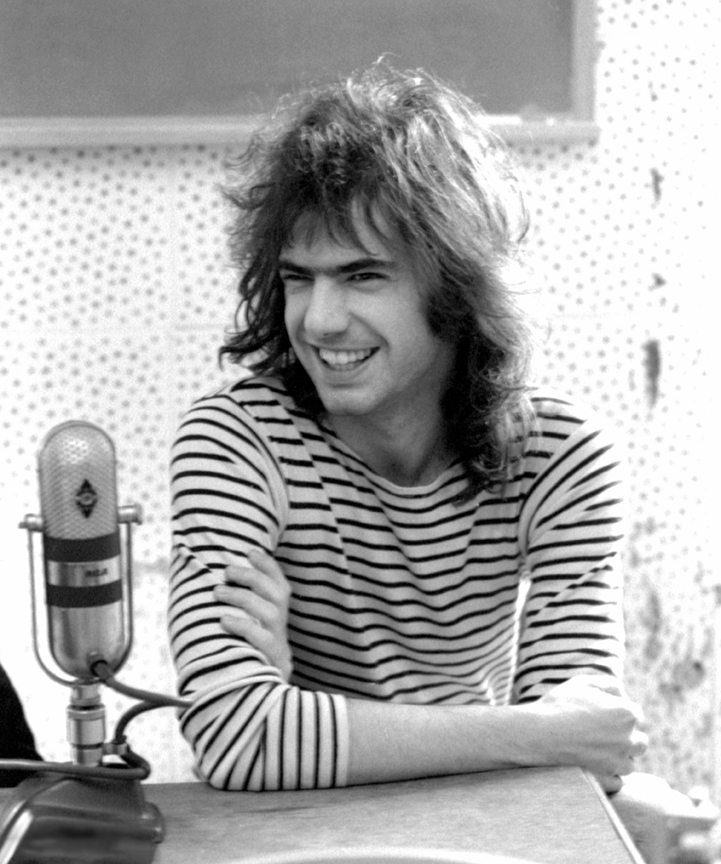
1980년 캘리포니아의 KJAZ 라디오와 인터뷰 중인 팻 메스니

1974년 팻은 피아니스트 폴 블레이, 베이시스트 자코 파스토리우스, 드러머 브루스 디트마스의 앨범 《Jaco》에 비공식적으로 참여했다. 사실 그는 자신의 연주가 녹음되고 있었는지도 몰랐었다. 이듬해 그는 게리 버튼의 밴드에 기타리스트 믹 굿릭과 함께 합류한다.
메스니는 자코 파스토리우스(베이스), 밥 모세스(드럼)과 함께 데뷔 앨범 《Bright Size Life》(ECM, 1976년)를 내고 두 번째 앨범 《Watercolors》(ECM, 1977년)에서 처음으로 피아니스트인 라일 메이스와 작업을 하게 된다. 이후 라일은 그와 오랜 음악적 동반자 관계를 이어가게 되었고 이 앨범에 참여했던 드러머 대니 고틀립은 이후 베이시스트 마크 이건과 함께 팻 메스니 그룹에 합류하여 앨범 《Pat Metheny Group》(ECM, 1978년)을 내게 된다.

## 팻 메스니 그룹

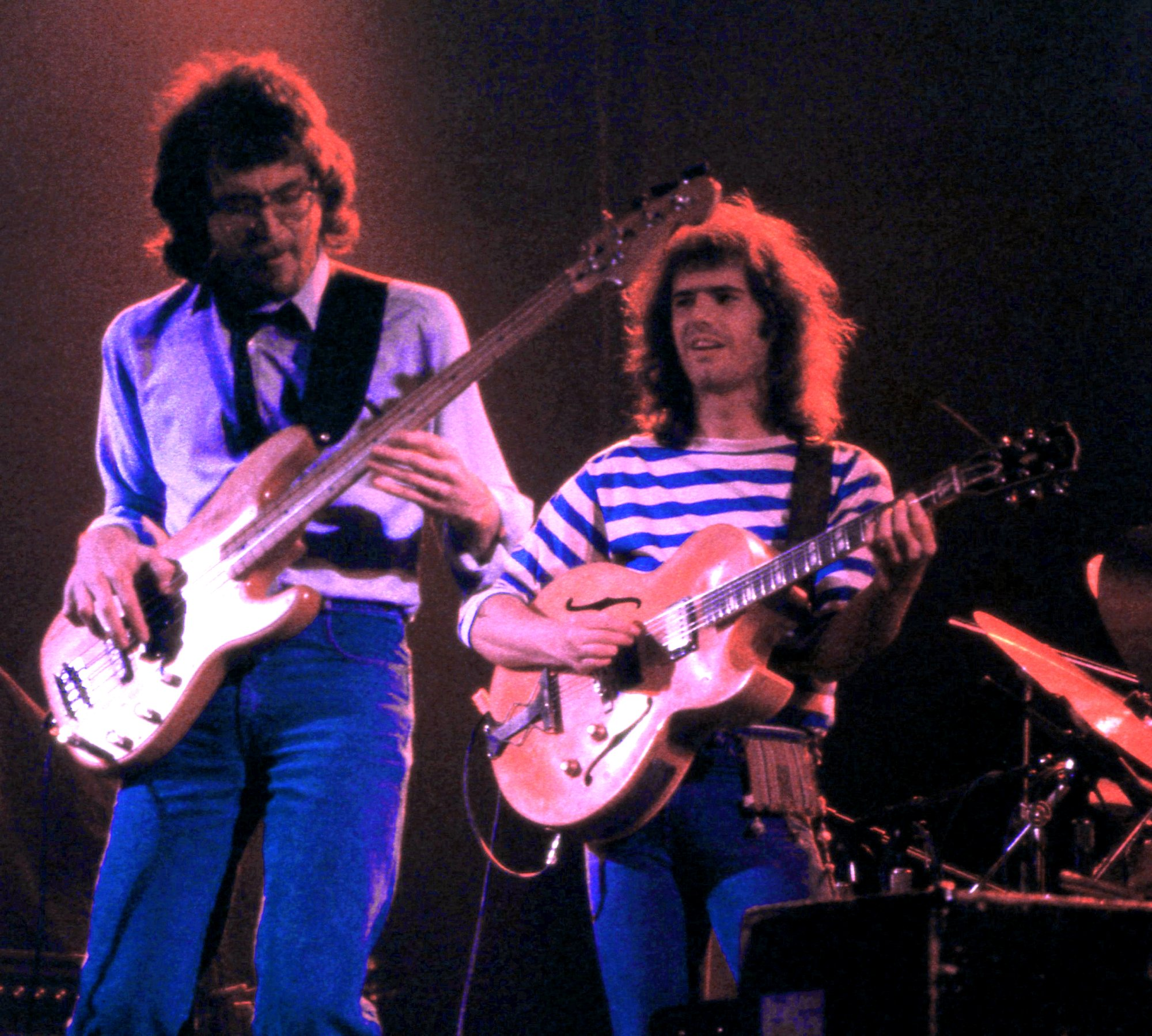
왼쪽부터: 스티브 로드비와 팻 메스니

《Pat Metheny Group》 앨범이 발매될 때 멤버는 메스니와 대니 고틀립(드럼), 라일 메이스(피아노, 오토하프, 신시사이저) 그리고 마크 이건(베이스)였다. 이건을 제외한 나머지는 1년 전 앨범인 《Watercolors》에 참여했었다.
그룹의 두 번째 앨범 《American Garage》(ECM, 1979년)는 빌보드 재즈 차트에서 1위에 올랐고 이후 팝 차트로도 넘어왔다. 1982년부터 1985년까지 팻 메스니 그룹은 《Offramp》(ECM, 1982년), 라이브 앨범 《Travels》(ECM, 1983년), 《First Circle》(ECM, 1984년), 사운드트랙 앨범인 《The Falcon and the Snowman》(EMI, 1985년)을 연이어 발매했고 데이비드 보위와 함께 작업한 사운드트랙 앨범의 싱글인 "This Is Not America"는 1985년 영국 톱 40 차트에 14위에 올랐고 미국에서는 32위까지 도달했다.
《Offramp》 앨범에서 처음으로 베이시스트 스티브 로드비가 참여하였고 게스트로 브라질 뮤지션인 나나 바스콘셀로스가 퍼커션과 목소리로 가세했다. 《First Circle》 앨범에서는 아르헨티나의 가수이자 다중 악기 연주자인 페드로 아즈나가 합류했고 드럼은 고트립에서 폴 베르티코로 교체되었다. 그룹에 합류하기 전에 로드비와 베르티코는 사이먼 앤 브래드 그룹에서 함께 활동하고 있었다.
《First Circle》을 끝으로 메스니는 ECM 레이블을 떠났는데 당시 레이블의 간판 스타였던 그는 ECM 창설자인 만프레드 아이허와의 의견 차로 갈라서게 되었다.
《Still Life (Talking)》(Geffen, 1987년)에는 새로이 트럼펫에 마크 레드포드, 보컬애 데이비드 블레미어스, 퍼커션에 아르만도 마르칼이 영입되었고 아즈나는 이후 보컬과 기타로 《Letter from Home》(Geffen, 1989년)에 재합류했다.
그리고 메스니는 4년 정도 다시 솔로 및 다른 프로젝트 활동을 하다가 다시 그룹으로 돌아와 게펜 레이블에서 발매했던 곡들에 새로운 곡들을 추가한 라이브 앨범 《The Road to You》(Geffen, 1993)를 발표했다. 여기에서 이들은 새로운 악기 구성과 테크닉을 시도했는데 특히 메이스의 신시사이저 사용이 두드려졌다.
메스니와 메이스는 이후 나온 앨범 세 개 《We Live Here》(Geffen, 1995년), 《Quartet》(Geffen, 1996년), 《Imaginary Day》(Warner Bros., 1997년)를 삼부작이라 칭한다. 지난 10년간 주를 이루었던 라틴 스타일에서 벗어나 이 앨범들에서는 시퀀스 신시 드럼이나 어쿠스틱 악기들의 자유로운 즉흥연주, 심포니의 색채, 블루스, 소나타 등등의 형식을 도입했다.
《Speaking of Now》(Warner Bros., 2002년) 앨범에서 새로운 멤버들이 합류했다. 드럼에 멕시코시티 출신의 안토니오 산체스, 트럼펫에 베트남 출신의 쿠옹 부, 그리고 베이스, 보컬, 기타, 퍼커션에 카메룬 출신의 리처드 보나다.
다음 앨범인 《The Way Up》(Nonesuch, 2005년)은 68분 짜리의 긴 곡 하나로 이루어졌다 (CD 출시를 위해 네 부분으로 나뉘어져 있다). 이 앨범에서 스위스 출신의 하모니카 연주자 그레그와르 마레가 새로운 멤버로 소개되었고 보나는 게스트 뮤지션으로 참여했다.

## 사이드 프로젝트
그룹 활동 외에도 팻 메스니는 다양한 사이드 프로젝트들을 진행했다. 《Orchestrion》(Nonesuch, 2010년)이란 앨범은 커스텀 제작한 악기들로 한 사람이 작곡하고 연주할 수 있도록 했고 《Secret Story》(Geffen, 1992년) 같은 경우 영화 사운드트랙 같이 오케스트라 편곡 풍으로 만들어졌다. 솔로 어쿠스틱 기타 앨범으로는 《New Chautauqua》(ECM, 1979년), 《One Quiet Night》(Warner Bros., 2003년), 《What's It All About》(Nonesuch, 2011년)이 있다. 또 솔로 일렉트릭 기타 앨범으로 아방가르드 풍의 《Zero Tolerance for Silence》(Geffen, 1994년)는 다수의 팬들과 평론가들로 부터 그저 소음일 뿐이라는 평을 받기도 했다. 메스니는 이미 이 전에도 《80/81》(ECM, 1980년), 오넷 콜먼과 작업한 《Song X》(Geffen, 1986년), 데릭 베일리와 작업한 《The Sign of Four》(Knitting Factory Works, 1997년) 같은 앨범들을 통해 아방가르드를 시도한 바 있었다.
1997년 메스니는 베이시스트인 마크 존슨의 앨범 《Sound of Summer Running》(Verve, 1998년) 녹음에 참여했고 이듬해에는 자신의 음악에 큰 영향력을 준 짐 홀과 기타 듀엣을 녹음했다. 또 폴란드의 재즈/포크 가수인 안나 마리아 요페크의 앨범 《Upojenie》(Warner Poland, 2002년)과 브루스 혼즈비의 《Hot House》(RCA, 2005년) 앨범에도 참여했다.
또 형이자 재즈 트럼펫 주자인 마이크 메스니의 앨범인 《Day In – Night Out》(1986년),  《Close Enough for Love》(2001년) 등에 함께 했다.
그와 함께 작업한 이들로는 라일 메이스, 빌리 히긴스, 브래드 멜다우, 찰리 헤이든, 칙 코리아, 데이브 홀랜드, 듀이 레드먼, 에버하드 웨버, 허비 행콕, 잭 디조네트, 자코 파스토리우스, 짐 홀, 존 스코필드, 조니 미첼, 조슈아 레드먼, 마크 존슨, 마이클 브레커, 믹 구드릭, 로이 헤인즈, 스티브 스왈로우, 토니 윌리엄스 등이 있다.

## 유니티 밴드
2012년 팻 메스니는 드럼에 안토니오 산체스, 베이스에 벤 윌리엄스, 색소폰에 크리스 포터와 함께 유티니 밴드를 결성했다. 이들은 그해 후반부에 유럽과 미국을 돌며 투어를 벌였고 2013년에는 유니티 밴드 프로젝트의 연장선상으로 팻 매스니 유니티 그룹을 결성하고 이탈리아 출신의 다중 악기 연주자인 줄리오 카르마시를 영입했다.

## 영향
어린 시절 팻 메스니는 웨스 몽고메리와 같은 사운드를 내기 위해 노력했지만 14-15세가 되었을 때 그를 모방하는 것은 무례한 것이라는 결론에 도달했다.  몽고메리의 두 장짜리 컴필레이션 앨범인 《Impressions: The Verve Jazz Sides》의 라이너 노트에서 메스니는 "《Smokin' at the Half Note》는 지금까지 만들어진 가장 위대한 재즈 기타 앨범이다. 또한 내게 기타 연주를 가르쳐 준 앨범이기도 하다"라고 썼다.
오넷 콜먼의 1968년 앨범 《New York Is Now!》는 메스니에게 자신의 길을 찾을 수 있도록 해주었다. 그는 콜맨의 곡들을 다수의 앨범에서 연주했으며 데뷔 앨범 《Bright Size Life》(1976년)에는 "Round Trip"과 "Broadway Blues" 메들리가 담겨져 있다. 또한 콜맨과 작업했던 찰리 헤이든, 듀이 레드맨, 빌리 히긴스와도 콜라보레이션을 했으며 오넷 콜먼과는 함께 앨범 《Song X》(1986년)를 녹음하고 투어를 하기도 했다.
메스니는 ECM 레이블에서 브라질 출신 보컬/퍼커션 주자인 나나 바스콘셀로스와 세 장의 앨범을 냈다. 또한 브라질에서 1980년대 후반에서 1990년대 초반까지 지내면서 밀톤 나시멘토와 토니뇨 오르타 같은 지역 뮤지션들과 연주하기도 했다. 또 카네기 홀에서 있었던 버브 50주년 재즈 마스터 공연에서 안토니우 카를루스 조빙과 함께 연주하기도 했다.
또한 몇몇 팝음악 스타들의 팬이기도 했는데 그 중에는 싱어송라이터인 제임스 테일러, 브루스 혼즈비, 칩 트릭, 조니 미첼 등이 있다.
팻 메스니의 앨범들 중 《The Way Up》(2005년)과 《Orchestrion》(2010년)에는 미국의 미니멀리스트 작곡가인 스티브 라이히의 영향력이 담겨 있다. 메스니는 라이히가 작곡한 "Electric Counterpoint"를 녹음했으며 라이히의 앨범 《Different Trains》(Nonesuch, 1987년)에 참여하기도 했다.

## 기타

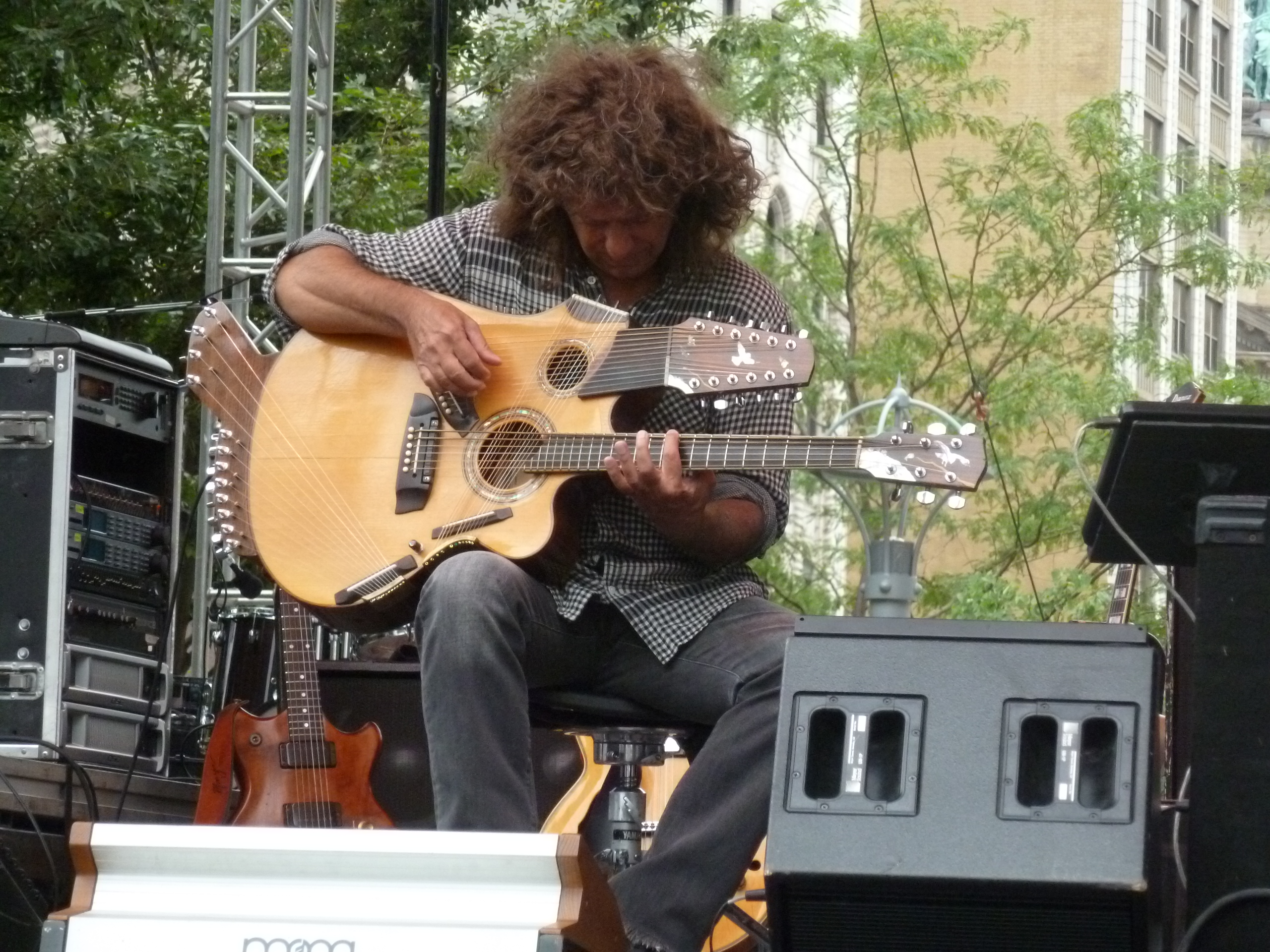
42현 피카소 기타를 연주하는 메스니

### 피카소
메스니는 캐나다의 기타 제작자인 린다 맨저가 만든 42현 피카소 기타를 연주한다. 《Quartet》(1996년), 《Imaginary Day》(1997년), 《Jim Hall & Pat Metheny》(1999년), 《Trio → Live》(Warner Bros., 2000년) 앨범들과 《Speaking of Now Live》와  《Imaginary Day Live》 DVD에서도 연주하는 모습이 담겨있다. 맨저는 메스니를 위해 다수의 어쿠스틱 기타를 제작했는데 그 중에는 미니 기타, 어쿠스틱 시타 기타, 바리톤 기타 등이 있다.

### 기타 신시사이저

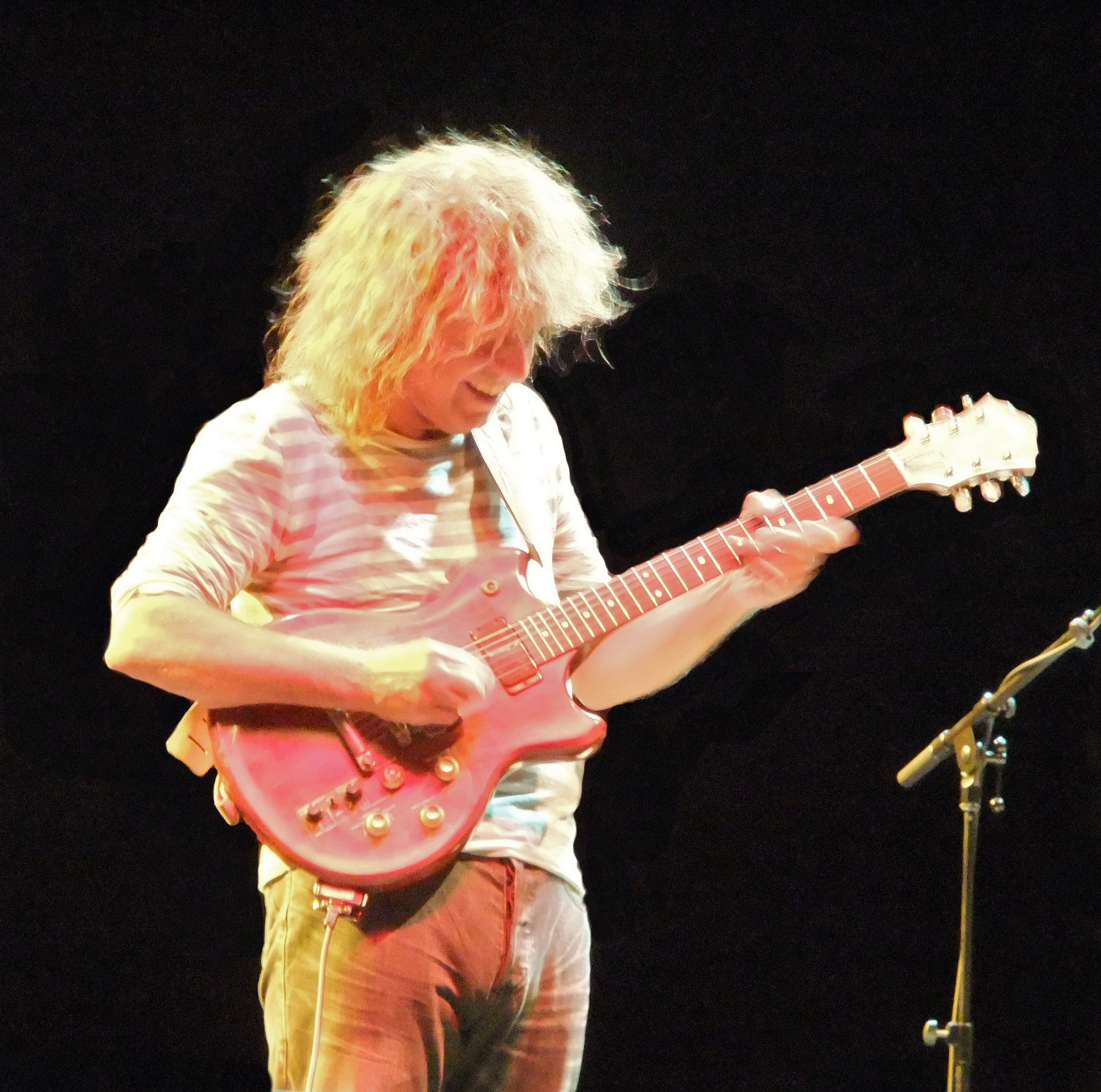
기타 신시사이저를 연주하는 메스니

팻 메스니는 롤랜드의 GR-300 기타 신시사이저를 최초로 사용한 재즈 기타리스트들 중 하나다. 그는 이 악기에 대해 "이것을 기타라고 생각해서는 안된다. 이것은 더 이상 기타가 아니기 때문이다"라고 했다. 메스니는 이 악기를 마치 나팔과 같은 방식으로 접근했으며 소리들 중에서 "하이 트럼펫"을 즐겨 사용한다. 또한 자주 사용하는 사운드로는 롤랜드 JV-80의 "빈티지 신시" 확장카드에 담겨있는 "Pat's GR-300"라는 패치가 있다. 롤랜드 외에도 신클라비어 콘트롤러를 사용하기도 한다.

### 6현과 12현 일렉트릭 기타
팻 메스니는 재즈계에서 12현 기타의 초기 사용자였다. 1975년 게리 버튼 "쿼텟" 투어에서 믹 굿릭이 기타를 맡았고 그는 주로 12현 일렉트릭 기타를 연주했다.
메스니 이전에는 팻 마르티노가 일렉트릭 12현 기타를 《Desperado》 앨범에서 사용했었고 존 맥러플린이 마하비슈누 오케스트라에서 더블넥 일렉트릭 기타를 연주했었다. 아마도 재즈에서 최초로 12현 어쿠스틱 기타를 사용한 이는 랄프 타우너였을 것이다. 또한 래리 코리엘과 필립 캐서린은 1975년  몽트뢰 재즈 페스티벌에서 대체 튜닝을 한 12현 어쿠스틱 기타를 연주했고 이 중 몇 곡은 1976년도의 《Twin House》 앨범에 담겼다.
메스니는 데뷔 앨범 《Bright Size Life》(1976년)에서 12현 기타를 사용했고 "Sirabhorn"에서는 대체 튜닝을 썼다. 이후 《Pat Metheny Group》과 《Travels》 앨범에 담긴 "San Lorenzo"에서도 12현 기타를 연주했다.

### 세미 어쿠스틱 기타
12살 때 메스니는 내츄럴 피니시의 깁슨 ES-175 기타를 구입하여 그의 초기 활동 시절부터 1995년까지 사용했다. 1978년 첫 일본 투어에서 아이바네즈 기타사와 연결이 시작되었고 이후 PM 시그니처 모델들이 나오고 있다.

## 사생활
팻 메스니는 뉴욕에서 아내 라티파 (네 아자르)와 세 자녀와 함께 살고 있다. 라티파는 앨범에 들어간 사진들에 기여한 것으로 되 있다. 메스니는 이전에 소냐 브라가와 사귀기도 했다.

## 음반

### 펫 메스니 그룹
- Pat Metheny Group
- American Garage
- Offramp
- Travels
- First Circle
- The Falcon and the Snowman
- Still Life (Talking)
- Letter from Home
- The Road to You
- We Live Here
- Quartet
- Imaginary Day
- Speaking of Now
- The Way Up

### 펫 메시니 (밴드 편성)
- Bright Size Life
- Watercolors
- 80/81
- Rejoicing
- Question and Answer
- Secret Story
- Trio 99 → 00 (as Pat Metheny Trio)
- Trio → Live (as Pat Metheny Trio)
- Day Trip
- Tokyo Day Trip
- Unity Band
- KIN (←→)
- The Unity Sessions

### 펫 메스니 (솔로 연주)
- New Chautauqua
- Zero Tolerance for Silence
- One Quiet Night
- Orchestrion
- What's It All About
- The Orchestrion Project

### 협연
- As Falls Wichita, so Falls Wichita Falls (with Lyle Mays)
- Rejoicing (with Charlie Haden and Billy Higgins)
- Song X (with Ornette Coleman)
- Question and Answer (with Dave Holland and Roy Haynes)
- I Can See Your House from Here (with John Scofield)
- Beyond the Missouri Sky (Short Stories) (with Charlie Haden)
- Jim Hall & Pat Metheny (with Jim Hall)
- Upojenie (with Anna Maria Jopek)
- Metheny/Mehldau (With Brad Mehldau)
- Metheny/Mehldau Quartet (With Brad Mehldau)
- Day Trip (with Antonio Sánchez and Christian McBride)
- Tap: Book of Angels Volume 20
- Cuong Vu Trio Meets Pat Metheny (with Cuong Vu)

## 내한
- 1995년 We Live Here 투어 - 팻 메스니 그룹
- 2002년 Speaking of Now 투어 -팻 메스니 그룹
- 2003년 - 팻 메스니 트리오
- 2005년 The Way Up 투어 때 - 팻 메스니 그룹
- 2010년 The Orchestrion 투어 때 - 팻 메스니
- 2014년 KIN (←→) 투어 때 - 팻 메스니 유니티 그룹
- 2016년 서울재즈페스티벌 - 안토니오 산체스, 그윌림 심콕 & 린다 오와 공동 출연